# 10 juin en sport
10 mai 10 juillet
Chronologies thématiques
- Croisades
- Ferroviaires
- Disney

Le 10 juin (161e jour de l'année ou 162e en cas d'année bissextile) en sport.

## Événements

### XIXesiècle
- 1829 :
  - (Aviron) : première édition de la compétition d’aviron entre les clubs anglais d'Oxford et de Cambridge.

### XXesièclede1901à1950
- 1908 :
  - (Football) : l'équipe d'Angleterre s'impose 7-0 sur l'équipe de Hongrie.
- 1923 :
  - (Football) : Hambourg SV champion d’Allemagne.
- 1928 :
  - (Football) : l'équipe d'Uruguay et l'équipe d'Argentine font match nul 1-1 en finale du tournoi olympique. Finale à rejouer.
  - (Athlétisme) : match France - Suisse - Italie à Colombes.
- 1931 :
  - (Football) : First Vienna FC est champion d'Autriche.
- 1934 :
  - (Football) : l'équipe d'Italie remporte la Coupe du monde sur le score de 2 buts à 1 après prolongation devant la Tchécoslovaquie.

### XXesièclede1951à2000
- 1952 :
  - (Football) : fondation du Club Deportivo Quevedo.
- 1961 :
  - (Sport automobile) : départ de la vingt-neuvième édition des 24 Heures du Mans.
- 1967 :
  - (Athlétisme) : Bob Seagren porte le record du monde du saut à la perche à 5,36 mètres.
  - (Sport automobile) : départ de la trente-cinquième édition des 24 Heures du Mans.
- 1972 :
  - (Sport automobile) : départ de la quarantième édition des 24 Heures du Mans.
- 1973 :
  - (Sport automobile) : victoire de Henri Pescarolo et Gérard Larrousse aux 24 Heures du Mans.
- 1978 :
  - (Sport automobile) : départ de la quarante-sixième édition des 24 Heures du Mans.
- 1979 :
  - (Sport automobile) : victoire de Klaus Ludwig, Don Whittington et Bill Whittington aux 24 Heures du Mans.
- 1984 :
  - (Athlétisme) : Zhu Jianhua porte le record du monde du saut en hauteur à 2,39 mètres.
- 1989 :
  - (Sport automobile) : départ de la cinquante-septième édition des 24 Heures du Mans.
- 1990 :
  - (Formule 1) : Grand Prix automobile du Canada.
- 1998 :
  - (Football) : ouverture de la XVIe Coupe du monde de football en France.

### XXIesiècle
- 2001 :
  - (Football) : la France s'impose en Coupe des confédérations face au Japon, 1-0.
  - (Formule 1) : Grand Prix du Canada.
- 2006 :
  - (Rugby à XV) : le Biarritz olympique est champion de France.
- 2007 :
  - (Formule 1) :  dès sa sixième course en Formule 1, au GP du Canada, sur le Circuit Gilles Villeneuve, à Montréal, le jeune pilote britannique Lewis Hamilton obtient la première pole position de sa carrière, partant de la première ligne pour la troisième fois de la saison.
  - (Rugby à XV) : l'équipe réserve du R.C. Gradignan devient championne de France catégorie Réserve Honneur aux dépens du SMUC sur le score de 10-11. Cette équipe devient pour l'occasion la première équipe du club a s'attribuer un titre de champion de France.
  - (Tennis) : l'Espagnol Rafael Nadal remporte les Internationaux de France à Roland-Garros en battant une nouvelle fois en finale le no 1 mondial, Roger Federer, en quatre sets (6-3, 4-6, 6-3 et 6-4) et 3 h 10 minutes. Il reste ainsi invaincu sur la terre battue de la Porte d'Auteuil et est le premier depuis Björn Borg à la fin des années 1970 à remporter trois titres consécutifs.
- 2012 :
  - (Formule 1) : Grand Prix du Canada.
- 2015 :
  - (Escrime /Championnats d'Europe) : les épéistes français, emmenés par Gauthier Grumier, Ulrich Robeiri, Ronan Gustin et Daniel Jerent décrochent la médaille d'or par équipes aux Championnats d'Europe à Montreux, en battant en finale l'Estonie 45 touches à 32. Les sabreuses russes s'imposent face aux Françaises 45 touches à 36.
- 2016 :
  - (Football /Euro) : début de la 15e édition du Championnat d'Europe de football qui se déroule en France jusqu'au 10 juillet en 2016. Le match d'ouverture et la finale se joueront à Saint-Denis au Stade de France.
- 2019 :
  - (Basket-ball /NBA) : à 37 ans et après vingt saisons professionnelles, dont dix-huit en NBA puis trois ans après sa retraite internationale, Tony Parker annonce ce jour qu'il met un terme à sa carrière. Le meilleur basketteur français de tous les temps, quitte la scène auréolé d'un palmarès immense. Quadruple champion NBA (2003, 2005, 2007 et 2014), TP a gagné sur tous les terrains. En équipe de France, il a également gagné quatre médailles, dont un titre de champion d'Europe en 2013[1].
- 2023 :
  - (Compétition automobile /Endurance) : départ de la 91e édition des 24 Heures du Mans qui se déroule sur le circuit des 24 Heures, un circuit routier du sud de la ville du Mans qui emprunte une section du circuit Bugatti. Elles constituent la 4e épreuve du championnat du monde d'endurance FIA 2023. Cette édition marque les 100 ans de la création de l'épreuve des 24 Heures du Mans[2].
  - (Football /LDC) : Manchester City remporte la Ligue des champions en s'imposant face à l'Inter de Milan 1-0[3].
  - (Tennis /Grand Chelem) : lors de la finale dame, c'est la Polonaise Iga Świątek qui s'impose face à la Tchèque Karolína Muchová 6-2 , 5-7, 6-4[4]. Sur le double messieurs, victoire de la paire Ivan Dodig-Austin Krajicek 6-3, 6-1. En fauteuil-simple messieurs, victoire du Japonais Tokito Oda 6-1, 6-4 qui devient le plus jeune numéro 1 mondial[5].

## Naissances

### XIXesiècle
- 1825 : 
  - Sondre Norheim, pionnier du ski moderne norvégien. († 9 mars 1897).
- 1858 : 
  - William Cummings, athlète de demi-fond écossais. († 13 juillet 1919).

### XXesièclede1901à1950
- 1921 : 
  - Jean Robic, cycliste sur route et cyclocrossman français. Vainqueur du Tour de France 1947. Champion du monde de cyclo-cross 1950. († 6 octobre 1980).
- 1925 : 
  - Léo Gravelle, hockeyeur sur glace canadien. († 30 octobre 2013).
- 1927 : 
  - László Kubala, footballeur puis entraîneur tchèque, hongrois puis espagnol. (6 sélections avec l'équipe de Tchécoslovaquie, 3 avec l'équipe de Hongrie puis 19 avec l'équipe d'Espagne). Sélectionneur de l'équipe d'Espagne de 1969 à 1980 et de l'équipe du Paraguay en 1995. († 17 mai 2002).
  - Bill McGarry, footballeur puis entraîneur anglais. (4 sélections en équipe nationale). Sélectionneur de l'équipe de Zambie de 1982 à 1983. († 15 mars 2005).
- 1935 : 
  - Vic Elford, pilote de F1, de rallye et d'endurance britannique († 13 mars 2022).
- 1938 : 
  - Joe McBride, footballeur écossais. (2 sélections en équipe nationale). († 11 juillet 2012).
- 1946 : 
  - L.C. Bowen, basketteur américain.
- 1947 : 
  - Ken Singleton, joueur de baseball américain.

### XXesièclede1951à2000
- 1951 :
  - Franz Konrad, pilote de courses automobile autrichien.
- 1953 :
  - Fulton Kuykendall, joueur de football américain. († 15 février 2024).
- 1956 :
  - Laimutė Baikauskaitė, athlète de demi-fond soviétique puis lituanienne. Médaillée d'argent du 1 500m aux Jeux de Séoul 1988.
  - Peter Van Merksteijn, pilote de courses automobile néerlandais.
- 1957 :
  - Michel Della Negra, taekwondoïste français. Médaillé de bronze en poids léger aux Mondiaux de taekwondo 1983.
- 1959 :
  - Carlo Ancelotti, footballeur puis entraîneur italien. Vainqueur de la Coupe des clubs champions 1989, 1990, 2003, 2007 et 2014. (26 sélections en équipe nationale).
- 1962 :
  - Brent Sutter, hockeyeur sur glace puis entraîneur canadien.
- 1982 :
  - Tara Lipinski, patineuse artistique dames américaine. Championne olympique aux Jeux de Nagano 1998. Championne du monde de patinage artistique 1997.
- 1983 :
  - Tony Angiboust, curleur français.
- 1985 :
  - Kaia Kanepi, joueuse de tennis estonienne.
  - Andy Schleck, cycliste sur route luxembourgeois. Vainqueur du Tour de France 2010, de Liège-Bastogne-Liège 2009
- 1986 :
  - Al Alburquerque, joueur de baseball dominicain.
  - Marco Andreolli, footballeur italien.
- 1987 :
  - Martin Harnik, footballeur autrichien. (68 sélections en équipe nationale).
  - Martin Le Pellec, basketteur français.
  - Amobi Okoye, joueur de foot U.S. nigérian.
  - Déborah Ortschitt, volleyeuse française. (52 sélections en équipe de France).
- 1988 :
  - Edwige Ngono Eyia, lutteuse camerounaise. Médaillée de bronze des -58 kg aux CA de lutte 2014 et médaillée d'argent des -60 kg à ceux de 2015.
  - Jeff Teague, basketteur américain.
- 1989 :
  - Yanna Rivoalen, joueuse de rugby à XV française. (47 sélections en équipe de France).
- 1991 :
  - Zhandos Bizhigitov, cycliste sur route kazakh.
  - Nathan Hughes, joueur de rugby à XV anglais. (18 sélections en équipe nationale).
  - Janete dos Santos, handballeuse angolaise. Championne d'Afrique des nations féminin de handball 2016. (24 sélections en équipe nationale).
- 1992 :
  - Dominik Bittner, hockeyeur sur glace allemand. (9 sélections en équipe nationale).
  - David Conde, basketteur guinéen. (3 sélections en équipe nationale).
  - Chase Fieler, basketteur américain.
- 1993 :
  - Dolores Gallardo, footballeuse espagnol. (30 sélections en équipe nationale).
  - Marc Sarreau, cycliste sur route français.
  - Shevon Thompson, basketteur jamaïcain.
- 1995 :
  - Charlotte Bankes, snowboardeur française puis britannique. Médaillée d'argent du cross par équipes aux Mondiaux de snowboard 2017 pour la France et du cross individuel 2019 pour le Royaume-Uni.
  - Kristi Qose, footballeur albanais. (3 sélections en équipe nationale).
- 1996 :
  - Oliver Abildgaard, footballeur danois.
- 1997 :
  - Musa Al-Taamari, footballeur jordanien. (45 sélections en équipe nationale).
  - Nour Imane Addi, footballeuse internationale marocaine.
  - Jordan Larmour, joueur de rugby à XV irlandais. Vainqueur du Grand Chelem 2018 et de la Coupe d'Europe de rugby à XV 2018. (16 sélections en équipe nationale).
  - Sviatoslav Mykhaïliouk, basketteur ukrainien. (4 sélections en équipe nationale).
- 1998 :
  - Will Magnay, basketteur australien.
- 1999 :
  - Bento, footballeur brésilien.
  - Yuta Goke, footballeur japonais.
  - Amadou Sagna, footballeur sénégalais.
- 2000 :
  - Stipe Radić, footballeur croate.

### XXIesiècle
- 2000 :
  - Deividas Sirvydis, basketteur lituanien.
- 2002 :
  - Thierno Baldé, footballeur français.
  - Aaron Hickey, footballeur écossais.
- 2003 :
  - Sondre Auklend, footballeur norvégien.
- 2004:
  - Wouter Goes, footballeur néerlandais.
  - Sadibou Sané, footballeur sénégalais.

## Décès

### XXesièclede1901à1950
- 1940 :
  - Émile Diot, 27 ans, coureur cycliste français. (° 3 juillet 1912).
- 1944 :
  - Mario Cipriani, 35 ans, coureur cycliste italien. (° 29 mai 1909).
- 1946 : 
  - Jack Johnson, 68 ans, boxeur américain. Champion du monde de boxe poids lourds de 1908 à 1915. (° 31 mars 1878).

### XXesièclede1951à2000
- 1953 : 
  - Alphonse Massé, 70 ans, joueur de rugby à XV français. (7 sélections en équipe de France). (° 23 mai 1883).
- 1955 :
  - Margaret Abbott, 76 ans, golfeuse américaine. Championne olympique lors de la compétition féminine de golf aux Jeux de Paris en 1900. (° 15 juin 1878).
- 1962 :
  - Francisco Bru, 77 ans, footballeur puis entraîneur espagnol. Sélectionneur de l'équipe d'Espagne en 1920 avec laquelle il termine finaliste des Jeux olympiques de 1920. Sélectionneur du Pérou en 1930. (° 12 avril 1885).
- 1963 :
  - Jack Root, 87 ans, boxeur américain. Premier champion du monde des poids mi-lourds entre le 22 avril et le 4 juillet 1903. (° 26 mai 1876).
- 1968 :
  - Antonio Pesenti, 60 ans, coureur cycliste italien. Vainqueur du Tour d'Italie 1932. (° 17 mai 1908).
  - Jim Willard, 75 ans, joueur de tennis australien. Vainqueur du tournoi de double mixte du Championnat d'Australasie en 1924 avec sa compatriote Daphne Akhurst. (° 22 avril 1893).
- 1970 : 
  - Santiago Herrero, 27 ans, pilote de moto espagnol. (4 victoires en Grand Prix). (° 9 mai 1943).
- 1989 :
  - Carlo Girometta, 75 ans, footballeur puis entraîneur italien. Champion olympique lors du tournoi de football des Jeux de Berlin en 1936. (° 9 novembre 1913).
- 1994 :
  - Noël Vantyghem, 46 ans, coureur cycliste belge. (° 9 octobre 1947).
- 1997 :
  - Kim Ki-soo, 57 ans, boxeur sud-coréen. Champion du monde des poids super-welters entre 1966 et 1968. (° 17 septembre 1939).
- 2000 :
  - Jack Hoobin, 72 ans, coureur cycliste australien. Champion du monde amateur de cyclisme sur route en 1950. (° 23 juin 1927).

### XXIesiècle
- 2002 :
  - Louis Carré, 77 ans, footballeur puis entraîneur belge. (56 sélections en équipe nationale). (° 7 janvier 1925).
- 2004 :
  - José Farías, 67 ans, footballeur puis entraîneur argentin. (° 17 avril 1937).
- 2008 :
  - John Rauch, 80 ans, joueur puis entraîneur américain de football américain. (° 20 août 1927).
- 2010 :
  - Leonid Ivanov, 66 ans, joueur de basket-ball soviétique. Médaillé de bronze lors du Championnat du monde 1963. (° 28 février 1944).
- 2011 : 
  - Cosimo Caliandro, 29 ans, athlète de demi-fond italien. Champion d'Europe en salle du 3 000 mètres en 2007. (° 11 mars 1982).
  - Franz Reitz, 82 ans, coureur cycliste allemand. (° 28 janvier 1929).
- 2012 : 
  - Dante Micheli, 73 ans, footballeur puis directeur sportif italien. Vainqueur de la Coupe d'Europe des vainqueurs de coupe 1961. (° 10 février 1939).
  - Gordon West, 69 ans, footballeur anglais. (3 sélections en équipe nationale). (° 24 avril 1943).
- 2013 :
  - Petrus Kastenman, 88 ans, cavalier de concours complet suédois. Champion olympique du concours complet individuel lors des Jeux d'été de 1956. (° 15 août 1924).
- 2016 :
  - Shaibu Amodu, 58 ans, footballeur puis entraîneur nigérian. Sélectionneur de l'équipe du Nigeria de 1994 à 1997, de 2001 à 2002, de 2008 à 2012 puis en 2014. (° 18 avril 1958).
  - Gordon Howe, 88 ans, hockeyeur sur glace canadien. (° 31 mars 1928).
  - Mohammed Sahraoui, 74 ans, footballeur marocain. (° 1942).
- 2017 :
  - Antranick Apellian, 87 ans, joueur de rugby à XIII français. (20 sélections en équipe nationale). (° 26 décembre 1929).
- 2018 :
  - Stan Anderson, 85 ans, footballeur puis entraîneur anglais. (2 sélections en équipe nationale). (° 27 février 1933).
- 2019 :
  - Michel Sitjar, 76 ans, joueur de rugby à XV français. (13 sélections en équipe nationale). (° 13 septembre 1942).
- 2022 :
  - Billel Benhammouda, 24 ans, footballeur algérien. (° 28 août 1997).
  - Väinö Markkanen, 93 ans, tireur sportif finlandais. Champion olympique de tir au pistolet à 50 mètres aux Jeux de Tokyo en 1964. (° 29 mai 1929).
- 2023 :
  - Clive Barker, 78 ans, footballeur puis entraîneur sud-africain. Sélectionneur de l'équipe nationale d'Afrique du Sud entre 1994 et 1997 avec laquelle il remporte la Coupe d'Afrique des nations 1996. (° 23 juin 1944).
  - Étienne De Beule, 69 ans, coureur cycliste belge. (° 20 novembre 1953).
  - Jari Niinimäki, 65 ans, footballeur finlandais. (9 sélections en équipe nationale). (° 1er décembre 1957).
  - Jim Turner, 82 ans, joueur américain de football américain. Vainqueur du Super Bowl III en 1969 avec les Jets de New York. (° 28 mars 1941).